# Témiscamingue (jezioro)
Témiscamingue, Timiskaming (fr. Lac Témiscamingue, ang. Lake Timiskaming) – duże jezioro słodkowodne leżące w Kanadzie na granicy prowincji Quebec oraz Ontario. 

## Morfometria
Témiscamingue jest tektonicznym jeziorem przepływowym. Przepływa przez nie rzeka Ottawa. Jezioro jest silnie wydłużone, jego długość wynosi 110 km, powierzchnia ok. 300 km². Jest również bardzo głębokie (średnia głębokość to 120 m), do czego nawiązuje jego nazwa, w języku algonkińskim oznaczająca głęboką wodę.
Granica międzyprowincjalna przebiega przez środek jeziora na całej jego długości, dwie największe wyspy na jeziorze, wyspa Mann oraz du Collège znajdują się po stronie quebeckiej. Na odcinku połączenia z jeziorem rzeka Ottawa nosi również nazwę Rivière des Quinze.